# おとめ座イータ星
おとめ座η星 (おとめざイータせい、η Vir / η Virginis) は、おとめ座の方角にある恒星で4等星。

## 概要
分光連星で、3つの星から成る連星系であると考えられている。伴星の1つは、平均約10au離れた軌道を13.12年を掛けて周回している。さらに主星には約0.5auの軌道を72日の周期で回る伴星があると見られる。いずれの伴星もスペクトルA型の恒星であると推測されている。

## 名称
固有名のザニア (Zaniah) は、「al-ʿawwāʾ の一角」を意味する zāwiyat al-ʿawwāʾ というアラビア語に由来する。これは本来γ星の名前とされたものが誤ってη星の名前に使われるようになったものである。β星、γ星、η星、δ星、ε星は、アラビアの月宿で第13番目 al-ʿawwāʾ とされているが、この al-ʿawwāʾ が何を指すのかは定かではない。一説には「吠える犬」を指すともされている。2016年9月12日、国際天文学連合の恒星の固有名に関するワーキンググループは、Zaniah をおとめ座η星Aaの固有名として正式に承認した。